# Ariel Dorfman
Pour les articles homonymes, voir Dorfman (homonymie).
 (décembre 2019).
Si vous disposez d'ouvrages ou d'articles de référence ou si vous connaissez des sites web de qualité traitant du thème abordé ici, merci de compléter l'article en donnant les références utiles à sa vérifiabilité et en les liant à la section « Notes et références ».
Vladimiro Ariel Dorfman, né le 6 mai 1942 à Buenos Aires, est un romancier, dramaturge, essayiste, universitaire et militant des droits de l'homme argentino-chilien.
Citoyen américain depuis 2004, il est professeur de littérature et des études d'Amérique latine à l'université Duke, à Durham en Caroline du Nord depuis 1985.

## Biographie

### Jeunesse et éducation
Le père d'Ariel Dorfman, Adolf Dorfman, né à Odessa en Ukraine, est professeur d’économie en Argentine, notamment auteur de Historia de la Industria Argentina. Sa mère, Fanny Zelicovich Dorfman, est d’origines roumaine et moldave.
Peu de temps après sa naissance, ils déménagent aux États-Unis, puis en 1954, au Chili.
Il étudie et travaille ensuite en tant que professeur à l'université du Chili, où il rencontre Angélica Malinarich. Ils se marient en 1966 et Dorfman devient citoyen chilien l’année suivante. De 1968 à 1969, il poursuit des études supérieures à l'université de Californie à Berkeley, avant de retourner au Chili.

### Carrière
De 1970 à 1973, Dorfman fait partie des conseillers culturels du président Salvador Allende. Pendant ce temps, il écrit, avec Armand Mattelart, une critique de l'impérialisme culturel nord-américain, Comment lire Donald Duck.
Dorfman était censé être de service au palais présidentiel de La Moneda la nuit du coup d'État de Pinochet, mais il avait inconsciemment troqué son quart de travail avec son ami Claudio Jimeno. Contraint de quitter le Chili en 1973, après le coup d'État qui a mené au suicide du président Allende, il vit par la suite à Paris, Amsterdam, et à Washington. Depuis 1985, il enseigne à l'université Duke, où il est actuellement professeur de littérature et professeur d'études sur l'Amérique latine.
Dorfman faisait partie du « Groupe des 88 », un groupe de professeurs cosignataires d’une déclaration controversée au sujet d’accusations de viol portées contre les membres de l’équipe de crosse de l’université. Ce groupe a été fortement critiqué par la suite pour avoir condamné précipitamment l'accusé, alors que l’enquête était encore en cours, et que les accusations se sont révélées fausses.
Dorfman détaille sa vie en exil dans ses mémoires, Vers le Sud, vers le nord, acclamés par Elie Wiesel, Nadine Gordimer, Thomas Keneally et d'autres critiques[réf. nécessaire].
Depuis le rétablissement de la démocratie au Chili, en 1990, lui et son épouse passent leur temps entre Santiago et les États-Unis.

## Œuvres
- El absurdo entre cuatro paredes : el teatro de Harold Pinter, Santiago, Editorial Universitaria, 1968
- Comment lire Donald Duck : l'idéologie impérialiste dans le Disney Comic (Para leer al Pato Donald, 1971), avec Armand Mattelart, traduction de David Kunzle, Londres, International générale, 1975  (ISBN 0-88477-023-0)
- La Rébellion des lapins (La Rebelion de los conejos mágicos, 1986), 2001
- Hard Rain (Moros en la costa, 1973), tr. George Shivers et Dorfman, Britannique (LA), Readers International, 1990
- Veuves (Viudas, 1981), tr. Stephen Kessler, New York, Pantheon Books, 1983  (ISBN 1-58322-483-1)
- La Dernière Chanson de Manuel Sentier (La última canción de Manuel Sentier, 1982), tr. George R. Shivers et Dorfamn, New York, Viking, 1987
- Vieux vêtements de l'Empire. Qu'est-ce que le Lone Ranger, Babar, Digest du lecteur, et d'autres faux amis font de nos esprits, Pantheon Books, New York, 1983 (2e édition 2010) (Patos, elefantes y Heroes: La infancia Côme subdesarrollo, 1985)
- Last Waltz à Santiago et d'autres poèmes de l'exil et de la disparition (Pastel de choclo, 1986), tr. Edith Grossman & Dorfamn, New York, Viking, 1988
- Mascara (Máscaras, 1988), New York, Viking, 1988
- My House Is On Fire, histoires courtes, tr. George Shivers et Dorfman, New York, Viking, 1990
- La Jeune Fille et la Mort (La muerte y la doncella, 1991), pièce de théâtre en trois actes, Londres, Nick Hern Books (New York : Penguin Books, 1992) Adaptée au cinéma en 1994 par Roman Polanski dans le film homonyme.
- Konfidenz (Konfidenz, 1994), New York, Farrar, Straus, and Giroux, 1994
- Lecteur, drame, Nick Hern Books, Londres, 1995
- Vers le Sud, vers le Nord : Un pays bilingue Journey (Rumbo al Sur, deseando el Norte, 1998), New York, Farrar, Straus, and Giroux, 1999
- Le Nanny et le Iceberg (La Nana y el Iceberg, 1999), New York, Farrar, Straus, and Giroux, 1999
- La Résistance Trilogy (Death and the Maiden, Veuves, Lecteur), Nick Hern Books Limited, 1998
- Exorciser la terreur : l'incroyable interminable procès d'Augusto Pinochet (Más allá del miedo : El largo adiós un Pinochet, 2002), Seven Stories Press, 2002
- Thérapie de Blake, Seven Stories Press, New York, 2001 (Terapia)
- En cas d'incendie dans une terre étrangère : New and Collected Poems de deux langues, 2002
- Autres septembres, nombreuses Amériques : provocations sélectionnés, 1980-2004, 2004 (Otros septiembres)
- Manifeste pour un autre monde : Voices from Beyond the Dark, Seven Stories Press, 2004
- Desert Mémoires : Voyages à travers le Chili du Nord, National Geographic Books, 2004
- Burning, avec Joaquin Dorfman, 2006
- Americanos : Los pasos de Murieta, 2009
- Alimentation sur Dreams : Confessions d'un exil obstiné, 2011